# Kundapura, Karnataka

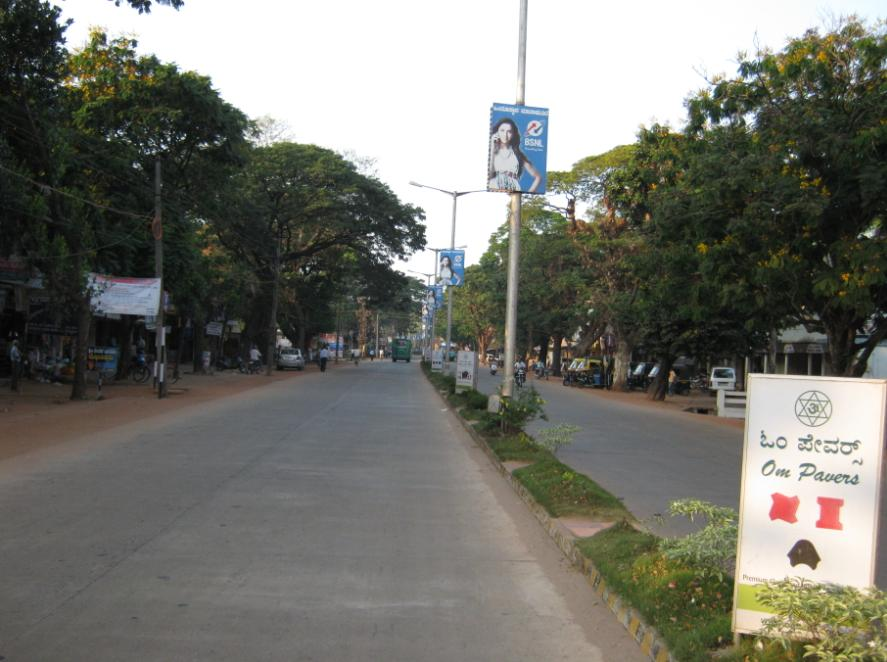
Huvudgatan i Kundapura.

Kundapura är en stad i den indiska delstaten Karnataka, och tillhör distriktet Udupi. Den är huvudort för Kundapura taluk, och hade 30 444 invånare vid folkräkningen 2011. Staden är belägen omkring 36 km från Udupi, i regionen Tulu Nadu.
Kundapura utgjorde huvudsaklig hamn för rajorna av Baindoor. Portugiserna invaderade och byggde här ett fort på 1500-talet. Haider Ali byggde senare ett fort vid inloppet till floden. Efter Tippo Sahibs fall 1799 togs staden över av britterna.